# Alexandre Reza
Pour les articles homonymes, voir Reza.
Rezza Gem "Alexandre Reza" est une maison française de haute joaillerie fondée en 1981 par le joaillier d'origine russe Alexandre Reza (1922-2016).
Installée place Vendôme, à Paris, cette société est parfois décrite comme le fournisseur des « royalties » ainsi que des « riches et célèbres ». Une de ses clientes connues, la princesse Diana, portait le jour de sa mort une bague de ce joaillier.

## Historique
Alexandre Reza naît en 1922 à Moscou dans une famille originaire de Samarcande, actuel Ouzbékistan. Son père est joaillier. Alors qu'il est encore enfant, la famille fuit le régime soviétique et émigre en France.
Formé par son père, il s'installe comme courtier puis négociant en pierres précieuses à Paris, après la Deuxième Guerre mondiale. Il devient rapidement le fournisseur de joailliers réputés, tels Cartier, Harry Winston, Chaumet, Van Cleef & Arpels ou encore Bvlgari et Boucheron.
Parallèlement, il commence à réunir « une des plus larges, variées et précieuses collections de gemmes du monde », se déplaçant dans le monde entier pour en sélectionner lui-même les éléments.
Après trois décennies d'expertise en indépendant, Alexandre Reza fonde à Paris, en 1981, une société à son nom. Celle-ci est installée place Vendôme, dans les salons de l'hôtel de Fontpertuis, édifice classé au titre des monuments historiques qu'elle occupe toujours aujourd'hui. La maison ouvre également quatre autres salons de présentation, à Genève, Monte-Carlo, Cannes et New York.
En 1994, Alexandre Reza-Paris est victime d'un vol important : 21 millions de dollars de pierres précieuses y sont dérobés par un commando armé. En juin 2001, c'est au tour du salon cannois d'être l'objet d'un cambriolage, avec la disparition d'un collier d'une valeur de 1,8 million d'euros. 
La collection privée de pierres précieuses du joaillier a été exposée au Cooper Hewitt National Design Museum de New York (Carnegie Hill) en juin 1988, dans le cadre de manifestations organisées pour l'Opéra de Paris.

## Caractéristiques
Alexandre Reza travaille essentiellement à partir de pierres précieuses : diamant, rubis, émeraude, saphir. Contrairement à une pratique courante de la joaillerie contemporaine, il évite de les mélanger à des pierres fines, son expertise des différentes couleurs de gemmes lui permettant d'effectuer des combinaisons sur cette seule base.
Ce travail reconnaissable passe régulièrement en vente publique. Le 11 mai 2010, une bague « Toi et moi » (deux diamants sertis en paire) comprenant deux diamants taille poire, l'un bleu de 5,02 carats, l'autre blanc de 5,42 carats atteint le montant de 6,32 millions de dollars, établissant un record mondial pour un bijou de ce joaillier. Le 16 novembre 2010, une paire de boucles d'oreille Alexandre Reza portant deux diamants bleus triple l'estimation basse en montant à 1,79 million de dollars.
Autre particularité, ce joaillier se plaît à reconstituer des bijoux historiques, le plus souvent à partir de tableaux anciens. Parmi ces pièces rares, on peut notamment citer le collier de Caroline Bonaparte tel qu'il apparaît dans Le Mariage de Napoléon et Marie Louise de Georges Rouget (1811).

## Clientèle
Alexandre Reza est décrit comme « probablement le premier joaillier du monde pour les riches et célèbres, ainsi que la royauté ».
Le soir de sa mort tragique, la princesse Diana portait au majeur de la main droite un solitaire qui avait été présenté « à l'essai » par le joaillier — quelques heures avant l'accident — à Dodi al-Fayed, compagnon de la jeune femme. Retrouvé intact dans la voiture accidentée, le bijou non payé fut réclamé aussitôt par la compagnie d'assurances londonienne du joaillier. Cette réclamation fut toutefois rapidement abandonnée et la bague apportée au palais de Kensington, dernière résidence de la princesse.